# Avondale, Pennsylvania
Avondale là một thị trấn thuộc quận Chester, tiểu bang Pennsylvania, Hoa Kỳ. Năm 2010, dân số của thị trấn này là 1265 người.